# 卡马森郡
卡马森郡，是英国威尔士西南的一个单一管理区。卡马森郡为威尔士历史上的13个郡之一。3个主要城镇为卡马森、拉内利、亚曼福特。总面积2,395 km²，总人口179,500(2007)。人口中99.4%为白人。卡马森郡被称为“威尔士的花园”。这里有着纯洁而狭长的海滩。